# Municipio de Mill Shoals
El municipio de Mill Shoals (en inglés: Mill Shoals Township) es un municipio ubicado en el condado de White en el estado estadounidense de Illinois. En el año 2010 tenía una población de 668 habitantes y una densidad poblacional de 4,84 personas por km².

## Geografía
Según la Oficina del Censo de los Estados Unidos, el municipio tiene una superficie total de 138.02 km², de la cual 137,94 km² corresponden a tierra firme y (0,06 %) 0,08 km² es agua.

## Demografía
Según el censo de 2010, había 668 personas residiendo en el municipio de Mill Shoals. La densidad de población era de 4,84 hab./km². De los 668 habitantes, el municipio de Mill Shoals estaba compuesto por el 98,65 % blancos, el 0,3 % eran amerindios, el 0,15 % eran asiáticos y el 0,9 % eran de una mezcla de razas. Del total de la población el 0,6 % eran hispanos o latinos de cualquier raza.